# Metiltestosterona
Metiltestosterona é um esteroide anabolizante e antineoplásico. É utilizado pela medicina para suprir a deficiência de testosterona e tratamento dos sintomas da andropausa nos homens. E nas mulheres como paliativo no tratamento de câncer de mama, dores pós-parto e obstrução dos seios, e, com a adição de estrógeno, no tratamentos de alguns sintomas da menopausa, como a falta de desejo sexual. Entre as características físico-químicas deste esteroide, relata-se que é um pó cristalino branco, praticamente insolúvel em água, facilmente solúvel em álcool e ligeiramente solúvel em éter.

## Propriedades
Em grande parte dos tecidos-alvo, este fármaco é convertido em 5-alfa-testosterona, produzindo a inibição do hormônio luteinizante, hormônio folículo estimulante e hormônio liberador  de gonadotrofinas, por retroalimentação negativa. A metiltestosterona é um estimulador das funções da polimerase do ácido ribonucleico e da síntese específica do RNA, sendo assim, aumenta a produção proteica.

## Interações
- Glicocorticóides
- Mineralocorticóides
- Somatotrofina
- Somatrem
- Insulina
- Hipoglicemiantes
- Derivados da cumarina
- Derivados da indandiona

## Reações adversas
Como principais reações adversas, encontramos alterações cutâneas, náuseas, irritação, hemorragias, gastrointestinal, virilismo, hipertrofia de clitóris, ereção contínua, entre outros.

## Contra indicações
Este medicamento é contra indicado no tratamento de câncer de mama em homens, câncer de próstata, disfunção cardíaca, hepática ou renal grave e hipersensibilidade ao fármaco ou formulação. Em mulheres grávidas pode provocar a masculinização do feto feminino.